# Костринская Ростока

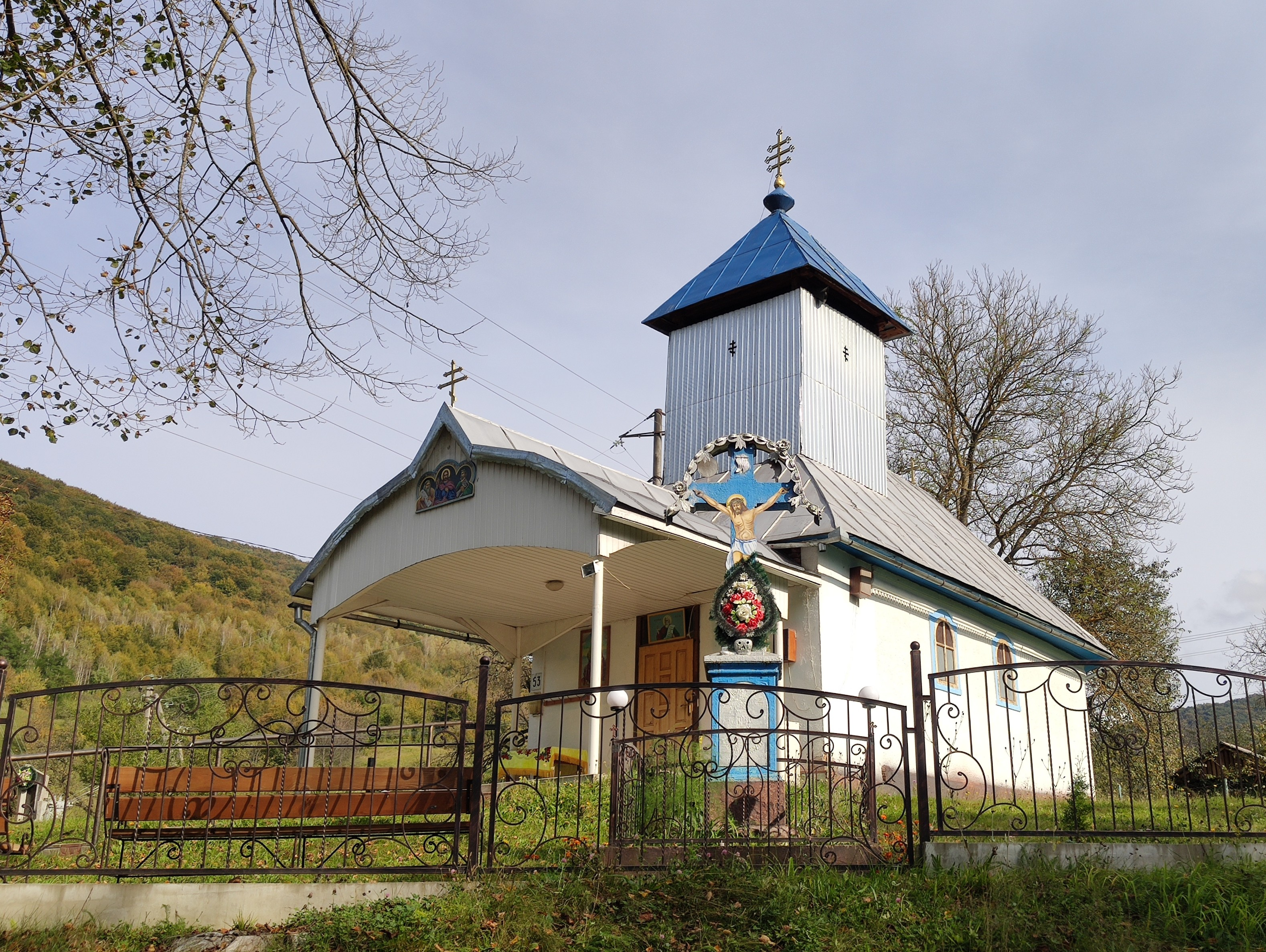
Ильинская церковь в селе Костринская Ростока

Ко́стринская Росто́ка (укр. Костринська Розтока) — село в Костринской сельской общине Ужгородского района Закарпатской области Украины. Поблизости расположен горнолыжный курорт Красия.